# Aedes seychellensis
Aedes seychellensis är en tvåvingeart som först beskrevs av Theobald 1912.  Aedes seychellensis ingår i släktet Aedes och familjen stickmyggor.
Artens utbredningsområde är Seychellerna. Inga underarter finns listade i Catalogue of Life.